# GhostForce
A GhostForce 2021-től vetített francia 3D-s számítógépes animációs kalandsorozat, amelyet Jérémy Zag alkotott.
Franciaországban 2021. augusztus 28-án a TF1, míg Magyarországon a Disney Channel mutatta be 2022. február 28-án.
Berendelték a második évadot.

## Cselekmény
Andy, Liv és Mike három középiskolás, akik titokban szellemvadászok GhostForce néven. Vezetőjük Miss Jones, egy briliáns tudós. Glowboo nevű mesterséges intelligencia segítségével ezek a szuperhősök New York utcáin szellemekkel küzdenek. Emellett semelyik ember nem tudhat kilétükröl. Az "elfogott" szellemeket egy nagy tartályba helyezik,hasonlóan a Szellemirtókhoz.

## Szereplők

### Főszereplők
| Szereplők            | Eredeti hang    | Angol hang           | Magyar hang                                              | Leírás |
| -------------------- | --------------- | -------------------- | -------------------------------------------------------- | --- |
| Andy Baker / Durci   | Enzo Ratsito    | Jordan Quisno        | Berecz Kristóf Uwe                                       | A Ghostforce egyik tagja. Pascal professzor osztályában tanul a New York-i iskolában, ő a legidősebb a trióból. |
| Mike Collins / Kraft | Hervé Grull     | Ogie Banks           | Mayer Marcell (1-15. rész) Sándor Barnabás (16-26. rész) | A Ghostforce egyik tagja. Ő a legfiatalabb diák Pascal professzor osztályában a New York-i iskolában.           |
| Liv Baker / Miszti   | Laure Filiu     | Cassandra Lee Morris | Mayer Szonja                                             | A Ghostforce egyik tagja. Pascal professzor osztályának diákja a New York-i iskolában, és Andy húga.            |
| Huhú                 | Emmanuel Garijo | Cedric L. Williams   | Molnár Levente                                           | A Ghostforce android tagja.                                                                                     |
| Miss Jones           | Marie Diot      | Tara Sands           | Pekár Adrienn                                            | A Ghostforce félszellem mentora és a Huhú megalkotója.                                                          |

### Mellékszereplők
| Szereplők         | Eredeti hang        | Angol hang              | Magyar hang                                           | Leírás                                                                                               |
| ----------------- | ------------------- | ----------------------- | ----------------------------------------------------- | --- |
| Michael Collins   | Emmanuel Garijo     | Ogie Banks              | Varga Rókus (1. hang) Bognár Tamás (2. hang)          | Mike apja, aki egy gazdag kosárlabdázó.                                                              |
| Bobby             | Emmanuel Garijo     | N/A                     | Baráth István                                         | Drake hűséges ismerőse.                                                                              |
| Marlo             | Emmanuel Garijo     | N/A                     | Penke Bence                                           | A New York-i iskola afroamerikai diákja, aki lazán viselkedik.                                       |
| Rajat             | Emmanuel Garijo     | N/A                     | Gáll Dávid                                            | Indiai-amerikai diák a New York-i iskolában, Pascal professzor osztályának legintelligensebb tagja.  |
| Serge Lightman    | Emmanuel Garijo     | N/A                     | Markovics Tamás                                       | Filmsztár, aki jelenleg a Bakerék által készített szuperhősfilmet forgatja..                         |
| Mr. Vladowski     | Emmanuel Garijo     | Nick Hudson Murdoch     | Rosta Sándor                                          | A New York-i iskola szigorú igazgatója.                                                              |
| Roland            | N/A                 | Nick Hudson Murdoch     | Dézsy Szabó Gábor (1. hang) Törköly Levente (2. hang) | Hot dog árus.                                                                                        |
| Jay Baker         | Frédéric Colasberna | Nick Hudson Murdoch     | Nikas Dániel                                          | Andy és Liv apja, aki filmrendező és operatőr.                                                       |
| Pascal professzor | Frédéric Colasberna | Nick Hudson Murdoch     | Csuha Lajos                                           | Tanár a New York-i iskolában, aki kémiatanárként, történelemtanárként és biológiatanárként dolgozik. |
| Drake Miller      | Frédéric Colasberna | Cedric L. Williams      | Pál Dániel Máté                                       | A New York-i iskola diákja és egy profi kosárlabdázó, aki Andy riválisa.                             |
| Nolan Kasenti     | Frédéric Colasberna | Christopher Corey Smith |                                                       | Erőteljes, de titokzatos üzletember, aki Miss Jonesra vadászik.                                      |
| Tim Callaghan     | Frédéric Colasberna | N/A                     | Varga Rókus                                           | Rendőr hadnagy, aki gyakran segít a bajba jutott polgároknak, még akkor is, ha szellemek támadnak.   |
| Melissa Baker     | Marie Diot          | N/A                     | Sipos Eszter Anna                                     | Andy és Liv édesanyja, aki filmrendező.                                                              |
| Charlie           | Marie Diot          | N/A                     | Györke Laura                                          | A New York-i iskola diákja, aki rajong a Ghostforce-ért és szereti a Kraftot.                        |
| Carla             | Marie Diot          | N/A                     | Csuha Bori                                            | A New York-i iskola diákja, aki Andy szerelmi érdeklődése.                                           |
| Jane              | Laure Filiu         | N/A                     | Czető Zsanett                                         | A New York-i iskola diákja, aki pompomlány.                                                          |
| Stacy             | Laure Filiu         | N/A                     | Laudon Andrea                                         | A New York-i iskola diákja, aki Jane ikertestvére, és szintén pompomlány.                            |
| Asta              | Nem beszél          | Nem beszél              | Nem beszél                                            | Pascal professzor kutyája.                                                                           |

## Magyar változat
A szinkront az SDI Media Hungary készítette.
- Felolvasó Endrédi Máté
- Főcímdal: Juhász Levente
- Magyar szöveg: Lai Gábor
- Hangmérnök: Salgai Róbert
- Gyártásvezető: Kablay Luca
- Szinkronrendező: Molnár Ilona
- Produkciós vezető: Orosz Katalin

## Epizódok
| #   | #   | Eredeti cím    | Magyar cím                    | Eredeti premier      | Magyar premier      |
| --- | --- | -------------- | ----------------------------- | -------------------- | ------------------- |
| 1.  | 1.  | Bananice       | Banánbajban                   | 2021. november 6.    | 2022. február 28.   |
| 2.  | 1.  | Pharaok        | Piramispánik                  | 2021. augusztus 28.  | 2022. február 28.   |
| 3.  | 2.  | Trashotic      | Kukatasztrófa                 | 2021. szeptember 4.  | 2022. március 1.    |
| 4.  | 2.  | Mikroo         | Mi a manó, mikró?             | 2021. augusztus 28.  | 2022. március 1.    |
| 5.  | 3.  | Mizuo          | Lever a víz                   | 2021. november 13.   | 2022. március 2.    |
| 6.  | 3.  | Sharkoak       | Cápapecázás                   | 2021. szeptember 18. | 2022. március 2.    |
| 7.  | 4.  | Mastaar        | Rock-sztár párbaj             | 2021. szeptember 11. | 2022. március 3.    |
| 8.  | 4.  | Arakgum        | Gumipók-iszony                | 2021. október 30.    | 2022. március 3.    |
| 9.  | 5.  | ZipZap         | Elektrosokk, ami sok          | 2021. október 9.     | 2022. március 4.    |
| 10. | 5.  | Artiflamme     | Lángoló lidérc                | 2021. október 3.     | 2022. március 4.    |
| 11. | 6.  | Xhypno         | Hipnotikus hancúrozás         | 2021. november 20.   | 2022. március 7.    |
| 12. | 6.  | Sporofungus    | Spóramű pontosság             | 2021. szeptember 25. | 2022. március 7.    |
| 13. | 7.  | Krik-Krok      | Tudván dudva                  | 2021. szeptember 18. | 2022. március 8.    |
| 14. | 7.  | Burghorreur    | Ham-is-burger                 | 2021. október 16.    | 2022. március 8.    |
| 15. | 8.  | Raijin         | Fennforgatás                  | 2021. szeptember 4.  | 2022. március 9.    |
| 16. | 8.  | Chronoklok     | Időfogytán                    | 2021. szeptember 11. | 2022. március 9.    |
| 17. | 9.  | Katastroph     | Fejjel a falnak               | 2021. szeptember 18. | 2022. március 10.   |
| 18. | 9.  | Jellystery     | Nyálkatasztrófa               | 2021. október 23.    | 2022. március 10.   |
| 19. | 10. | Vochaos        | Elvitte a cica a nyelvem      | 2021. november 27.   | 2022. március 11.   |
| 20. | 10. | Agia           | Vissza a dedóba               | 2021. december 4.    | 2022. március 11.   |
| 21. | 11. | Cyclopee       | Mit lopsz, Küklopsz?          | 2021. december 11.   | 2022. március 14.   |
| 22. | 11. | Cartomage      | Abrakadabra                   | 2021. december 18.   | 2022. március 14.   |
| 23. | 12. | Frouskimous    | Tajtékos játékos              | 2022. január 23.     | 2022. március 15.   |
| 24. | 12. | Glouglux       | Égi baromfi                   | 2022. január 16.     | 2022. március 15.   |
| 25. | 13. | Scream Scratch | Kutyafuttában                 | 2022. február 6.     | 2022. március 16.   |
| 26. | 13. | Cripop         | Rázd a rongyot                | 2022. január 9.      | 2022. március 16.   |
| 27. | 14. | Somnibou       | Álomszuszék                   | 2022. január 30.     | 2022. március 17.   |
| 28. | 14. | Troublestretch | Szerencse lánya               | 2022. február 20.    | 2022. március 17.   |
| 29. | 15. | Meta&Lix       | Vonzás és taszítás            | 2022. március 6.     | 2022. március 18.   |
| 30. | 15. | Cookieflame    | Süthetjük!                    | 2022. február 13.    | 2022. március 18.   |
| 31. | 16. | Graffurius     | Irka-firka irgum-burgum       | 2022. augusztus 28   | 2022. május 23.     |
| 32. | 16. | Levisfer       | Álom csapatmunka              | 2022. október 2.     | 2022. május 23.     |
| 33. | 17. | Paniclick      | Villanó fények                | 2022. február 27.    | 2022. május 24.     |
| 34. | 17. | Sandyrok       | Homok csapdában               | 2022. augusztus 28   | 2022. május 24.     |
| 35. | 18. | Hypnolion      | Hipnotizáló fantom            | 2022. szeptember 4   | 2022. május 25.     |
| 36. | 18. | Jinjoke        | Szellemes szellem             | 2022. november 6.    | 2022. május 25.     |
| 37. | 19. | Gumglue        | Ami tapad, az ragad           | 2022. szeptember 4   | 2022. május 26.     |
| 38. | 19. | Scorpod        | Skórpedó támadás              | 2022. szeptember 18. | 2022. május 26.     |
| 39. | 20. | Turbokorn      | Turbó tempó                   | 2022. szeptember 18. | 2022. május 27.     |
| 40. | 20. | Biballoon      | Polgárpukkasztó lufi          | 2022. november 2.    | 2022. május 27.     |
| 41. | 21. | Mascarade      | Maszkosok a sok maszkos ellen | 2022. szeptember 11. | 2022. május 30.     |
| 42. | 21. | Batata         | Denevér csemegék              | 2022. október 30.    | 2022. május 30.     |
| 43. | 22. | Prehistorrible | Őslény ellen hős légy         | 2022. október 24.    | 2022. augusztus 29. |
| 44. | 22. | Chaorion       | Zűr az űrből                  | 2022. október 2.     | 2022. augusztus 29. |
| 45. | 23. | Piraniak       | Para patália                  | 2022. október 25.    | 2022. augusztus 30. |
| 46. | 23. | Dinozos        | Dínóriás támadás              | 2022. október 26.    | 2022. augusztus 30. |
| 47. | 24. | Dunky Boss     | Kikosarazás                   | 2022. október 27.    | 2022. augusztus 31. |
| 48. | 24. | Scaregrow      | Burjánzó bajok                | 2022. szeptember 25. | 2022. augusztus 31. |
| 49. | 25. | Jellyjack      | Zselégtétel                   | 2022. november 13.   | 2022. szeptember 1. |
| 50. | 25. | Kaboom         | Nagy durrogás                 | 2022. október 28.    | 2022. szeptember 1. |
| 51. | 26. | Ninja Ki       | A nindzsa kínja               | 2022. november 1.    | 2022. szeptember 2. |
| 52. | 26. | Criangle       | Kiszámíthatatlan              | 2022. szeptember 11. | 2022. szeptember 2. |

### Különkiadás
| #  | #  | Eredeti cím  | Magyar cím | Eredeti premier    | Magyar premier |
| -- | -- | ------------ | ---------- | ------------------ | -------------- |
| 1. | 1. | Fichtrouille |            | 2022. október 31   |                |
| 2. | 2. | Panikokado   |            | 2023. december 15. |                |